# HD 187203
HD 187203，又名BD+10 4058，SAO 105278、HR 7542，是一颗恒星，视星等为6.44，位于銀經49.07，銀緯-7.52，其B1900.0坐标为赤經19h 43m 45.4s，赤緯+10° -7.52′ 44″。